# Duiquers
Els duiquers (Cephalophinae) són una subfamília d'unes 19 espècies d'antílop de mida mitjana a gran, originaris de l'Àfrica subsahariana.

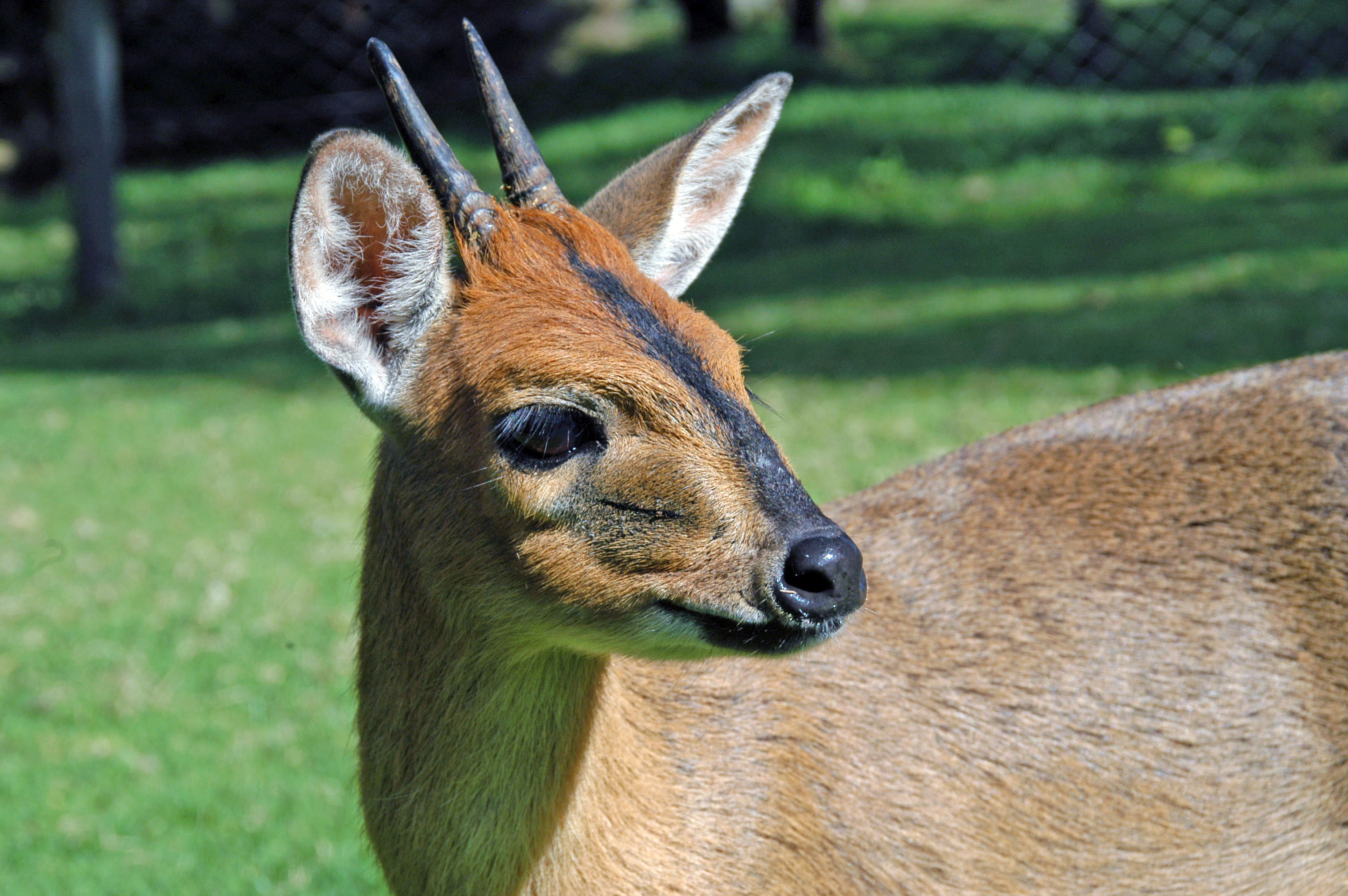
Duiquer comú

Els duiquers són criatures tímides i esquives amb una afecció per la vegetació densa; la majoria viuen en boscos i fins i tot les espècies que viuen en àrees més obertes són ràpides per desaparèixer en bardisses. El seu nom ve de la paraula afrikaans per dir 'capbussador' i es refereix a la seva pràctica de capbussar-se en garbuixos de matolls.
Amb un cos lleugerament arquejat i les potes anteriors una mica més curts que les posteriors, tenen una forma adequada per penetrar a les bardisses. Són animals més brostejadors que pasturadors, que s'alimenten de fulles, brots, llavors, fruits, capolls i escorça i sovint segueixen bandades d'ocells o grups de micos per aprofitar la fruita que deixen caure. Suplementen la dieta amb carn: els duiquers es mengen insectes i carronya de tant en tant i fins i tot assetgen i atrapen rosegadors o petits ocells. El duiquer blau té una afecció per les formigues.